# Bulvár

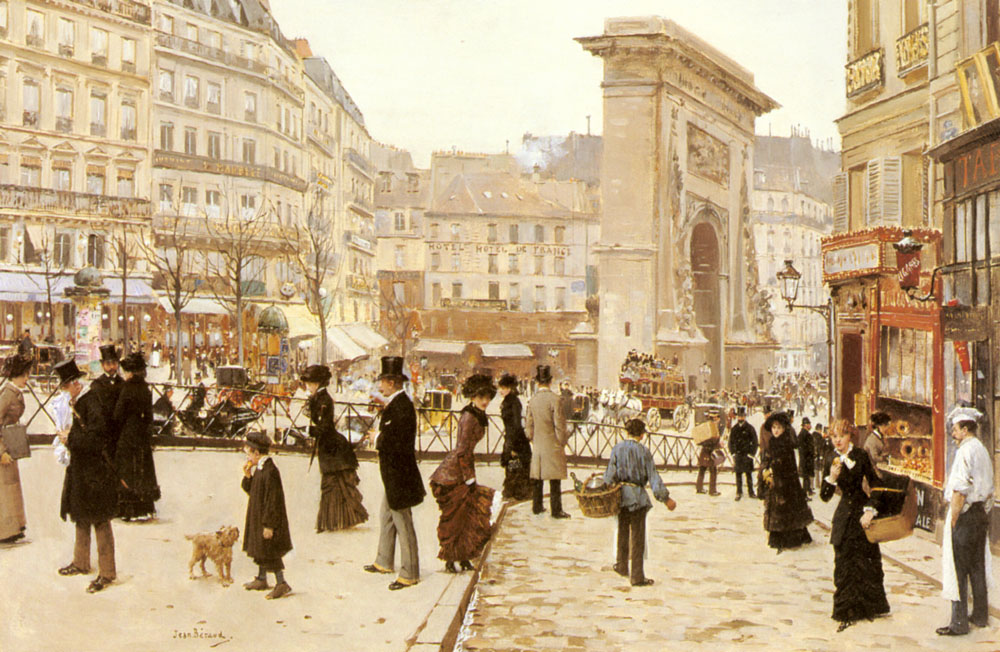
Le Boulevard St. Denis, Paříž, Jean Béraud

Bulvár je široká městská ulice, která bývá často postavena na místech bývalých městských hradeb. V češtině se v obdobném významu zejména do 1. poloviny 20. století používal výraz třída. 

## Příklady bulvárů
- Hollywood Boulevard – Los Angeles
- Oxford Street – Londýn
- Fifth Avenue – New York
- Avenue des Champs-Élysées – Paříž
- Via del Corso – Řím
- Mariahilfer Straße – Vídeň
- Václavské náměstí – Praha
- Na příkopě – Praha
- Hlavní třída – Ostrava-Poruba
- Náměstí Svobody - Zlaté Hory